# Деревягино (Костромская область)
Деревягино — упразднённая деревня в Антроповском районе Костромской области России.

## География
Урочище находится в центральной части Костромской области, в подзоне южной тайги, к северу от реки Нёмды, к востоку от автодороги 34Н-30, на расстоянии приблизительно 18 километров (по прямой) к югу от посёлка Антропово, административного центра района. Абсолютная высота — 148 метров над уровнем моря.

### Климат
Климат характеризуется как умеренно континентальный, с продолжительной холодной многоснежной зимой и коротким сравнительно тёплым летом. Среднегодовая температура воздуха — 2,5 °C. Средняя температура воздуха самого холодного месяца (января) — −12,6 °C (абсолютный минимум — −38 °C); самого тёплого месяца (июля) — 18,2 °C (абсолютный максимум — 36 °С). Годовое количество атмосферных осадков — 500—550 мм, из которых большая часть выпадает в тёплый период.

## История
В «Списке населенных мест Костромской губернии по сведениям 1870-72 годов» населённый пункт упомянут как деревня Галичского уезда, расположенная при пруде, в 48 верстах от уездного города. В Деревягине числилось 25 дворов и проживало 154 человека (65 мужчин и 89 женщин).
В 1907 году в деревне, относящейся к Ватамановской волости, имелось 42 двора и проживал 241 человек.
По состоянию на 1 января 1981 года входила в состав Палкинского сельсовета.